# Valori (rivista)
Valori è una testata online della Fondazione Finanza Etica (già Fondazione Cultura e Responsabilità Etica), promossa da Banca Etica e Etica Sgr.
Nata nel 2000 come mensile specializzato nei temi dell'economia sociale, della finanza etica e della sostenibilità, trattati con stile divulgativo e orientati verso le tematiche dello sviluppo sostenibile, dal 2018 ha cessato le pubblicazioni cartacee per sviluppare un progetto interamente digitale.
Obiettivo del progetto è fare informazione sui temi della finanza etica, della sostenibilità e dell'economia sociale con notizie e approfondimenti in diversi formati e fare educazione critica alla finanza, fornendo ai lettori strumenti per capire e interpretare la finanza.